# La Seca (Valladolid)
La Seca es una población española de la provincia de Valladolid en la comunidad de Castilla y León.

## Toponimia
El término "seca" se deriva de la raíz prerromana sik-, sek- que significa fuente o río. Su nombre se debe a que era el lugar donde se realizaba la seca de los árboles talados. No por casualidad su escudo es un pino y un hacha.

## Historia

### Siglo XIX
Así se describe a La Seca en la página 56 del tomo XIV del Diccionario geográfico-estadístico-histórico de España y sus posesiones de Ultramar, obra impulsada por Pascual Madoz a mediados del siglo XIX:

SECA (LA)

Villa con ayuntamiento en la provincia, audiencia territorial, capitanía general y diócesis de Valladolid (6 leguas), partido judicial de Medina del Campo (1 1/2).
Situada en el centro de un valle de 2 1/2 leguas de extensión, y dominada al E y O por elevadas montañas, cuyas vertientes exponen la población a inundarse en las grandes lluvias. Goza de buena ventilación y saludable clima.
La forman 1.000 casas distribuidas en varias calles, 3 plazuelas y una buena plaza, en la que se encuentra la casa consistorial, edificio elegante y de sólida construcción con las prisiones bastante cómodas; otro magnífico edificio de sólida construcción de ladrillo, destinado al pósito, en cuya planta baja se ven 13 arcos formando soportales, que en días lluviosos y de invierno, sirven de paseo. 2 pozos públicos de buenas aguas, siendo también rara la casa que no la tiene de aguas potables.
2 escuelas de instrucción primaria, que reúnen entre ambas 200 alumnos, dotadas con 2.200 reales cada una; otra particular de niñas, a la cual asisten 50 discípulas. Un hospital con su bonita iglesia fundado por los señores Lorenzo en 1759, cuya dotación consistente en foros, fue pingüe en otro tiempo, pero en la actualidad se halla tan reducida, que apenas basta para socorrer a los enfermos del establecimiento.
Una iglesia parroquial (La Asunción de Nuestra Señora), servida por un vicario, 2 beneficiados y 6 ecónomos de beneficio; y otra iglesia, propia de la Orden Tercera de San Francisco, servida por un exclaustrado de dicha orden, con el nombre de Visitador, y mantenido el culto a costa de la hermandad. El cementerio se halla en posición que no ofende a la salubridad pública, unido a una ermita (El Santo Cristo). En las afueras de la villa, a sus extremos, hay 2 lagunas que sirven para lavaderos de ropa y abrevadero de ganados.
Término: confina con los de Ventosa, Rodilana, Rueda y río Duero. Dentro de él se encuentran 2 ermitas además de la del cementerio.
El terreno fertilizado por el río Duero, y por el arroyo denominado la Perdiz, que desagua en aquel, es llano, participa de arenoso y flojo, y de fuerte. Tiene algún monte y un buen prado de regadío.
Caminos: los que dirigen a los pueblos limítrofes en buen estado. Correo: se recibe y despacha en la estafeta de Rueda, por propio.
Producciones: abundancia de buen vino blanco, trigo, cebada, exquisitos garbanzos, lentejas y guisantes; buenos pastos con los que se mantiene ganado lanar, mular y asnal.
Industria: la agrícola y elaboración de chocolate, que algunos vecinos se dedican a exportar a los pueblos limítrofes.
Comercio: exportación del vino, lana y algunos productos de la industria e importación de los artículos que faltan. Hay 7 tiendas en las que se vende chocolate, azúcar, hierro, indianas, bayetas y percales.
Población: 1.002 vecinos, 3.624 almas.
Capital productivo: 17.206.420 reales. Imponible: 1.720.642. 

Contribución: 250.211 reales, 30 maravedíes.

## Geografía humana

### Demografía
Cuenta con una población de 1013 habitantes (INE 2024).
| Gráfica de evolución demográfica de La Seca entre 1842 y 2021                                                         |
| |
| Población de derecho según los censos de población del INE. Población de hecho según los censos de población del INE. |

En la siguiente tabla se muestra la evolución del número de habitantes entre 1920 y 1976 según datos de Ángel Suárez Aláez en "Historia de la villa de La Seca" (1997).
| 2410                         | 2375 | 2217 | 2054 | 1631 | 1237 | 1108 | 1158 |
| (Fuente: Ángel Suárez Aláez) |      |      |      |      |      |      |      |

En la siguiente tabla se muestra la evolución del número de habitantes entre 1996 y 2006 según datos del INE.
| 1066             | 1050 | 1058 | 1105 | 1099 | 1105 | 1091 | 1066 |
| (Fuente: ine.es) |      |      |      |      |      |      |      |

NOTA: La cifra de 1996 está referida a 1 de mayo y el resto a 1 de enero.

### Economía
La economía del municipio está basada en la producción de vino, gracias a sus numerosas bodegas, destacando entre ellas la Bodega Cooperativa Cuatro Rayas (antes llamada Agrícola Castellana), la Bodega Ángel Rodríguez Vidal y Bodega Cooperativa Reina de Castilla. La mayor parte de su término municipal se encuentra cultivado con viñedos (majuelos). Pertenece a la Denominación de Origen Rueda. También hay una importante producción de cereales, especialmente trigo y cebada. Pero también hay algunas producciones de patatas y remolachas.

## Administración y política
| Periodo   | Nombre                                             | Partido |
| --------- | -------------------------------------------------- | ------- |
| 1979-1983 | Manuel Redondo                                     | PSOE    |
| 1983-1987 | Manuel Redondo                                     | PSOE    |
| 1987-1991 | Manuel Redondo                                     | PSOE    |
| 1991-1995 | Segundo Damián Recio Cantalapiedra                 | PP      |
| 1995-1999 | Segundo Damián Recio Cantalapiedra                 | PP      |
| 1999-2003 | Segundo Damián Recio Cantalapiedra                 | PP      |
| 2003-2007 | Segundo Damián Recio Cantalapiedra                 | PP      |
| 2007-2011 | Segundo Damián Recio Cantalapiedra                 | PP      |
| 2011-2015 | Mario Cañamares Lage                               | PP      |
| 2015-2019 | Gregorio Bayón Piñero                              | PSOE    |
| 2019-2023 | Gregorio Bayón Piñero / Clara Eufemia Rivera Vidal | PSOE    |

## Monumentos y lugares de interés

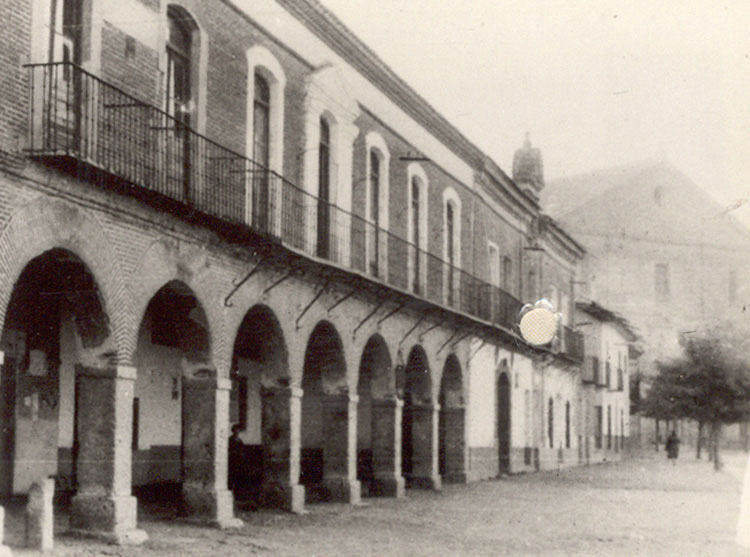
Plaza de La Seca. Colección de cromos álbum de Valladolid editado por la Caja de Ahorros Provincial en 1962.

- Iglesia de Nuestra Señora de la Asunción.
- Iglesia de la orden tercera (de la que solo se conservan las paredes y el retablo, este último se encuentra en el altar mayor de la iglesia de Santa María de la Asunción). Hoy día restaurada.
- Fachada del cementerio con su ermita del Cristo del Humilladero.
- Ermita de San Roque.
- Ermita del niño Jesús.
- Varios escudos que se reparten por diferentes calles del municipio.
- Una innumerable cantidad de bodegas cavadas en el subsuelo del pueblo y que en algunas ocasiones se superponen unas a otras.

## Cultura

### Fiestas
- 24 de enero: Festividad de la patrona, Virgen de la Paz.
- Carnavales de Botargas y Mojigangas.
- El tercer fin de semana de abril "Fiesta del Verdejo", una fiesta dedicada al vino de esta zona.
- Último domingo de mayo: romería desde la iglesia hasta la fuente de la teja con la patrona.
- 14 de junio: Festividad del patrón, San Basilio.
- Primer fin de semana de agosto: “Fiestas de novillos”.